# Уанда (город, Миннесота)
Уанда (англ. Wanda) — город в округе Редвуд, штат Миннесота, США. На площади 0,7 км² (0,6 км² — суша, водоёмов нет), согласно переписи 2002 года, проживают 103 человека. Плотность населения составляет 158,6 чел./км².
- Телефонный код города — 507
- Почтовый индекс — 56294
- FIPS-код города — 27-68008[1]
- GNIS-идентификатор — 0653760[2]